# 板倉宏
板倉 宏（いたくら ひろし、1934年（昭和9年）1月15日 - 2017年（平成29年）4月28日）は、日本の法学者・弁護士。専門は刑法。学位は、法学博士（東京大学）。日本大学名誉教授。長男の板倉宏昭は、経営学者で東京都公立大学法人東京都立産業技術大学院大学教授。

## 来歴
神奈川県立湘南高等学校（同級生に佐々木信也・西村正雄がいる）を経て、東京大学法学部卒業。同大学院社会科学研究科博士課程(民刑事法学専攻)修了。司法試験第2次試験合格。団藤重光に師事し、1961年（昭和36年）3月、東京大学から『租税刑法の基本問題』により博士号取得。
1970年に日本大学法学部教授に就任、これ以後は法学部法学研究所所長・司法研究所所長・法科大学院教授等を歴任して2009年に日本大学名誉教授。2013年秋の叙勲で瑞宝中綬章を受章。
また、世間の耳目を集めるような事件が発生した際には、法律家としての立場からテレビや新聞などのマスコミ媒体でコメンテーターとして登場することで知られた人物でもあった。
2017年4月28日、肺炎のため、神奈川県藤沢市内の病院で死去。83歳没。没後に正五位を授けられた。

## 学説
新新過失論・危惧感説を採る。現代社会を取り巻く刑事規制に関する研究が多く、特に租税刑法の分野では、行政刑法も原則は刑法であるとする。また、企業をはじめとした組織体は、組織体として活動しているのであるから、まず、その組織体の活動の適否をはじめに判断し、その後にその組織体の活動を担った個人の刑事責任を割り振っていくという「企業組織体責任論」を主張する。また、「加害者の人権」は過分に保護または濫用されているとして問題視し、より「被害者の人権」を重視すべきことを主張する。

## 学会
- 司法試験考査委員（刑法）
- 租税法学会理事
- 日本刑法学会理事
- 法とコンピュータ学会理事
- 警察庁情報システム安全対策研究会委員・警察大学校特別捜査幹部研修所講師
- 税務大学校客員教授
- ボン大学客員教授
- ベルリン自由大学比較法研究所客員教授

## 著書
- 『租税刑法の基本問題』（勁草書房、1961年、増補版1966年）
- 『企業犯罪の理論と現実』（有斐閣、1975年）
- 『現代社会と新しい刑法理論』（勁草書房、1980年）
- 『小心者のためのパクられない法律 罪にならない悪の盲点』ベストセラーズ ワニの本 1985
- 『賄賂の話』中公新書、1986年）
- 『刑法』プリマシリーズ（有斐閣、1988年、4版2003年）
- 『現代型犯罪と刑法の論点』（学陽書房、1990年）
- 『男と女の法律雑学』天山文庫　1991
- 『刑法総論』（勁草書房、1994年）
- 『「人権」を問う 被害者の「人権」はどうする!!』（音羽出版、1998年）
- 『人生を棒に振らないための「刑法の急所」』成美文庫　2002
- 『ころばぬ先の「刑法」の知恵』成美文庫　2003
- 『刑法各論』（勁草書房、2004年）
- 『常識としての刑法 これだけは知っておきたい』ナツメ社 2005

### 共編著
- 『刑法総論 判例ゼミ』船山泰範共著 学陽書房 1979
- 『刑法案内』藤木英雄共著 日本評論社 1980
- 『刑法各論 判例ゼミ』船山泰範共著 学陽書房 1980
- 『企業犯罪・ビジネス犯罪 ホワイト・カラーの犯罪と刑罰』編 有斐閣選書　1981
- 『刑法の争点』新版 藤木英雄共編 有斐閣 1987 法律学の争点シリーズ
- 『刑法各論』田宮裕共編 北樹出版 1990　ホーンブック
- 『刑法総論』田宮裕共編 北樹出版 1990 ホーンブック
- 『オリエンテーション法学部』篠塚昭次共著 有斐閣リブレ 1991
- 『ビジネス刑法入門』河上和雄共編 システムファイブ 1997 ジャスティスbusiness
- 『目で見る刑法教材』編 有斐閣 1997
- 『刑法案内』1-2　藤木英雄共著 勁草書房 2011

### 翻訳
- エレン・ホクステッドラー編著『企業20世紀の犯罪者』加藤直隆、沼野輝彦共訳 学陽書房 1990
- ジェームス・コールマン『犯罪エリート』 監訳　シュプリンガー・フェアラーク東京 1996

### 記念論文集
- 『日本法学第69巻第4号 板倉宏教授古稀記念号 現代社会と刑事法学の諸相』（日本大学法学会）
- 板倉宏博士古稀祝賀論文集編集委員会編『現代社会型犯罪の諸問題』（勁草書房）2004
- 板倉宏博士傘寿記念祝賀論文集（大嘘判例八百選3所収）

## 関連人物
- 藤木英雄 - 同様に新新過失論・危惧感説をとる学者。